# 山砀镇
山砀镇，是中华人民共和国江西省抚州市乐安县下属的一个镇，位于乐安县北部，面积130平方米公里，人口2.2万人。

## 简介
山砀镇下辖1个居委会和13个行政村：山砀居委会、杏坊村、流坊村、蔡坊村、龙义村、山砀村、荷塘村、田下村、黄家村、口前村、厚坊村、航桥村、桐江村、草坑村。

## 行政区划
山砀镇下辖以下地区：
山砀社区、杏坊村、流坊村、蔡坊村、龙义村、山砀村、荷塘村、田下村、黄家村、口前村、厚坊村、航桥村、桐江村和草坑村。